# Lollapalooza
Lollapalooza er en årligt musikfestival, der har alternativ rock, heavy metal, punk rock og hip-hop på programmet foruden dans og komik. Festivalen er også en platform for forskellige politiske grupper.
En lang række kunstnere har optrådt på Lollapalooza, fx Beastie Boys, Coldplay, Black Sabbath, Stone Temple Pilots, Depeche Mode, Deadmau5, Foo Fighters, Red Hot Chili Peppers, Pearl Jam, The Cure, Primus, The Killers, Rage Against the Machine, Arcade Fire, Nine Inch Nails, Jane's Addiction, X Japan, Audioslave, Siouxsie & the Banshees, The Smashing Pumpkins, Muse, Alice in Chains, Björk, MGMT, Foster the People, Tool, Hole, Body Count, Ice-T, Queens of the Stone Age, The Drums, The Strokes, Arctic Monkeys, Calvin Harris, Thenewno2, Fishbone, Kanye West, Daft Punk, Butthole Surfers og Lady Gaga.
Nirvana skulle have været med på festivalen i 1994, men måtte melde afbud, da Kurt Cobain døde i april måned det år.